# Neustadt i. Sa.
Neustadt i. Sa. település Németországban, azon belül Szászország tartományban. Lakosainak száma 11 929 fő (2023. december 31.). Neustadt i. Sa. Dolní Poustevna, Lobendava és Sebnitz községekkel határos.

## Népesség
A település népességének változása:
| Lakosok száma | 12 200 | 12 137 | 11 823 | 11 888 | 11 929 |
|               | 2017   | 2019   | 2021   | 2022   | 2023   |